# جام جهانی والیبال مردان ۱۹۶۹
اف‌آی‌وی‌بی جام جهانی والیبال مردان ۱۹۶۹ دومین دوره از جام جهانی مردان می‌باشد که از ۱۳ تا ۲۰ سپتامبر ۱۹۶۹ در آلمان شرقی برگزار گردید.
دوازده تیم در دومین دورهٔ رقابت‌ها شرکت کردند و آلمان شرقی میزبان نخستین عنوان قهرمانی خود در جام جهانی را به دست آورد.

## دور یکم

### گروه A
- میزبان:  برلین، آلمان شرقی

|      |            |          | مسابقات | مسابقات | ست‌ها | ست‌ها | ست‌ها  | امتیازها | امتیازها | امتیازها |
| رتبه | تیم        | امتیازها | برد     | باخت    | برد  | باخت | نسبت  | برد      | باخت     | نسبت     |
| ---- | ---------- | -------- | ------- | ------- | ---- | ---- | ----- | -------- | -------- | -------- |
| ۱    | آلمان شرقی | ۶        | ۳       | ۰       | ۹    | ۲    | ۴٫۵۰۰ | ۰        | ۰        | MAX      |
| ۲    | چکسلواکی   | ۵        | ۲       | ۱       | ۸    | ۴    | ۲٫۰۰۰ | ۰        | ۰        | MAX      |
| ۳    | رومانی     | ۴        | ۱       | ۲       | ۴    | ۶    | ۰٫۶۶۷ | ۰        | ۰        | MAX      |
| ۴    | تونس       | ۳        | ۰       | ۳       | ۰    | ۹    | ۰٫۰۰۰ | ۰        | ۰        | MAX      |

| تاریخ      | ساعت |            | امتیاز |          | ست ۱  | ست ۲  | ست ۳  | ست ۴  | ست ۵  | مجموع | گزارش |
| ---------- | ---- | ---------- | ------ | -------- | ----- | ----- | ----- | ----- | ----- | ----- | ----- |
| ۱۳ سپتامبر |      | چکسلواکی   | ۳–۰    | تونس     | ۱۵–۴  | ۱۵–۳  | ۱۵–۱  |       |       | ۴۵–۸  |       |
| ۱۳ سپتامبر |      | آلمان شرقی | ۳–۰    | رومانی   | ۱۵–۸  | ۱۵–۱۳ | ۱۵–۸  |       |       | ۴۵–۲۹ |       |
| ۱۴ سپتامبر |      | آلمان شرقی | ۳–۲    | چکسلواکی | ۱۵–۱۳ | ۱۵–۷  | ۱۰–۱۵ | ۱۴–۱۶ | ۱۵–۸  | ۶۹–۵۹ |       |
| ۱۴ سپتامبر |      | رومانی     | ۳–۰    | تونس     | ۱۵–۲  | ۱۵–۸  | ۱۵–۹  |       |       | ۴۵–۱۹ |       |
| ۱۵ سپتامبر |      | چکسلواکی   | ۳–۲    | رومانی   | ۸–۱۵  | ۱۵–۱۳ | ۶–۱۵  | ۱۹–۱۷ | ۱۵–۱۱ | ۶۳–۷۱ |       |
| ۱۵ سپتامبر |      | آلمان شرقی | ۳–۰    | تونس     | ۱۵–۵  | ۱۵–۱  | ۱۵–۰  |       |       | ۴۵–۶  |       |

### گروه B
- میزبان:  لایپزیگ، آلمان شرقی

|      |        |          | مسابقات | مسابقات | ست‌ها | ست‌ها | ست‌ها  | امتیازها | امتیازها | امتیازها |
| رتبه | تیم    | امتیازها | برد     | باخت    | برد  | باخت | نسبت  | برد      | باخت     | نسبت     |
| ---- | ------ | -------- | ------- | ------- | ---- | ---- | ----- | -------- | -------- | -------- |
| ۱    | برزیل  | ۶        | ۳       | ۰       | ۹    | ۴    | ۲٫۲۵۰ | ۰        | ۰        | MAX      |
| ۲    | ژاپن   | ۵        | ۲       | ۱       | ۷    | ۶    | ۱٫۱۶۷ | ۰        | ۰        | MAX      |
| ۳    | لهستان | ۴        | ۱       | ۲       | ۶    | ۶    | ۱٫۰۰۰ | ۰        | ۰        | MAX      |
| ۴    | کوبا   | ۳        | ۰       | ۳       | ۳    | ۹    | ۰٫۳۳۳ | ۰        | ۰        | MAX      |

| تاریخ      | ساعت |        | امتیاز |        | ست ۱  | ست ۲  | ست ۳  | ست ۴ | ست ۵ | مجموع | گزارش |
| ---------- | ---- | ------ | ------ | ------ | ----- | ----- | ----- | ---- | ---- | ----- | ----- |
| ۱۳ سپتامبر |      | برزیل  | ۳–۲    | لهستان | ۱۵–۸  | ۱۲–۱۵ | ۱۹–۱۷ | ۵–۱۵ | ۱۵–۷ | ۶۶–۶۲ |       |
| ۱۳ سپتامبر |      | ژاپن   | ۳–۰    | کوبا   | ۱۷–۱۵ | ۱۵–۴  | ۱۵–۱۳ |      |      | ۴۷–۳۲ |       |
| ۱۴ سپتامبر |      | برزیل  | ۳–۱    | کوبا   | ۱۵–۱۲ | ۱۳–۱۵ | ۱۵–۴  | ۱۵–۸ |      | ۵۸–۳۹ |       |
| ۱۴ سپتامبر |      | ژاپن   | ۳–۰    | لهستان | ۱۶–۱۴ | ۱۵–۱۰ | ۱۵–۹  |      |      | ۴۶–۳۳ |       |
| ۱۵ سپتامبر |      | برزیل  | ۳–۱    | ژاپن   | ۱۵–۱۰ | ۱۵–۱۰ | ۱۱–۱۵ | ۱۵–۸ |      | ۵۶–۴۳ |       |
| ۱۵ سپتامبر |      | لهستان | ۳–۰    | کوبا   | ۱۵–۱۳ | ۱۶–۱۴ | ۱۵–۷  |      |      | ۴۶–۳۴ |       |

### گروه C
- میزبان:  هاله، آلمان شرقی

|      |                    |          | مسابقات | مسابقات | ست‌ها | ست‌ها | ست‌ها  | امتیازها | امتیازها | امتیازها |
| رتبه | تیم                | امتیازها | برد     | باخت    | برد  | باخت | نسبت  | برد      | باخت     | نسبت     |
| ---- | ------------------ | -------- | ------- | ------- | ---- | ---- | ----- | -------- | -------- | -------- |
| ۱    | اتحاد جماهیر شوروی | ۴        | ۲       | ۰       | ۶    | ۲    | ۳٫۰۰۰ | ۰        | ۰        | MAX      |
| ۲    | بلغارستان          | ۳        | ۱       | ۱       | ۵    | ۳    | ۱٫۶۶۷ | ۰        | ۰        | MAX      |
| ۳    | آلمان غربی         | ۲        | ۰       | ۲       | ۰    | ۶    | ۰٫۰۰۰ | ۰        | ۰        | MAX      |

| تاریخ      | ساعت |                    | امتیاز |            | ست ۱  | ست ۲ | ست ۳  | ست ۴  | ست ۵ | مجموع | گزارش |
| ---------- | ---- | ------------------ | ------ | ---------- | ----- | ---- | ----- | ----- | ---- | ----- | ----- |
| ۱۳ سپتامبر |      | اتحاد جماهیر شوروی | ۳–۲    | بلغارستان  | ۱۰–۱۵ | ۱۵–۸ | ۱۵–۱۰ | ۱۰–۱۵ | ۱۵–۴ | ۶۵–۵۲ |       |
| ۱۴ سپتامبر |      | بلغارستان          | ۳–۰    | آلمان غربی | ۱۵–۳  | ۱۵–۱ | ۱۵–۹  |       |      | ۴۵–۱۳ |       |
| ۱۵ سپتامبر |      | اتحاد جماهیر شوروی | ۳–۰    | آلمان غربی | ۱۵–۴  | ۱۵–۴ | ۱۵–۱  |       |      | ۴۵–۹  |       |

## دور نهایی

### مسابقات برای مکان‌های ۱۱–۷
- میزبان:  هاله و شورین، آلمان شرقی

|      |            |          | مسابقات | مسابقات | ست‌ها | ست‌ها | ست‌ها  | امتیازها | امتیازها | امتیازها |
| رتبه | تیم        | امتیازها | برد     | باخت    | برد  | باخت | نسبت  | برد      | باخت     | نسبت     |
| ---- | ---------- | -------- | ------- | ------- | ---- | ---- | ----- | -------- | -------- | -------- |
| ۷    | رومانی     | ۸        | ۴       | ۰       | ۱۲   | ۰    | MAX   | ۰        | ۰        | MAX      |
| ۸    | لهستان     | ۷        | ۳       | ۱       | ۹    | ۳    | ۳٫۰۰۰ | ۰        | ۰        | MAX      |
| ۹    | کوبا       | ۶        | ۲       | ۲       | ۶    | ۷    | ۰٫۸۵۷ | ۰        | ۰        | MAX      |
| ۱۰   | آلمان غربی | ۵        | ۱       | ۳       | ۴    | ۹    | ۰٫۴۴۴ | ۰        | ۰        | MAX      |
| ۱1   | تونس       | ۴        | ۰       | ۴       | ۰    | ۱۲   | ۰٫۰۰۰ | ۰        | ۰        | MAX      |

| تاریخ      | ساعت |            | امتیاز |            | ست ۱  | ست ۲  | ست ۳  | ست ۴ | ست ۵ | مجموع | گزارش |
| ---------- | ---- | ---------- | ------ | ---------- | ----- | ----- | ----- | ---- | ---- | ----- | ----- |
| ۱۷ سپتامبر |      | لهستان     | ۳–۰    | تونس       | ۱۵–۱۲ | ۱۵–۸  | ۱۵–۲  |      |      | ۴۵–۲۲ |       |
| ۱۷ سپتامبر |      | رومانی     | ۳–۰    | آلمان غربی | ۱۵–۵  | ۱۵–۱۳ | ۱۵–۱۰ |      |      | ۴۵–۲۸ |       |
| ۱۸ سپتامبر |      | لهستان     | ۳–۰    | آلمان غربی | ۱۵–۸  | ۱۵–۵  | ۱۵–۴  |      |      | ۴۵–۱۷ |       |
| ۱۸ سپتامبر |      | کوبا       | ۳–۰    | تونس       | ۱۵–۸  | ۱۵–۵  | ۱۵–۴  |      |      | ۴۵–۱۷ |       |
| ۱۹ سپتامبر |      | رومانی     | ۳–۰    | کوبا       | ۱۵–۷  | ۱۵–۶  | ۱۵–۸  |      |      | ۴۵–۲۱ |       |
| ۱۹ سپتامبر |      | آلمان غربی | ۳–۰    | تونس       | ۱۵–۳  | ۱۶–۱۴ | ۱۵–۱۲ |      |      | ۴۶–۲۹ |       |
| ۲۰ سپتامبر |      | کوبا       | ۳–۱    | آلمان غربی | ۱۵–۱۰ | ۱۵–۲  | ۹–۱۵  | ۱۵–۶ |      | ۵۴–۳۳ |       |
| ۲۰ سپتامبر |      | رومانی     | ۳–۰    | لهستان     | ۱۵–۱۰ | ۱۵–۷  | ۱۵–۱۳ |      |      | ۴۵–۳۰ |       |

### مسابقات برای مکان‌های ۶–۱
- میزبان:  هاله و شورین، آلمان شرقی

|      |                    |          | مسابقات | مسابقات | ست‌ها | ست‌ها | ست‌ها  | امتیازها | امتیازها | امتیازها |
| رتبه | تیم                | امتیازها | برد     | باخت    | برد  | باخت | نسبت  | برد      | باخت     | نسبت     |
| ---- | ------------------ | -------- | ------- | ------- | ---- | ---- | ----- | -------- | -------- | -------- |
| ۱    | آلمان شرقی         | ۹        | ۴       | ۱       | ۱۳   | ۶    | ۲٫۱۶۷ | ۰        | ۰        | MAX      |
| ۲    | ژاپن               | ۹        | ۴       | ۱       | ۱۳   | ۶    | ۲٫۱۶۷ | ۰        | ۰        | MAX      |
| ۳    | اتحاد جماهیر شوروی | ۸        | ۳       | ۲       | ۱۰   | ۹    | ۱٫۱۱۱ | ۰        | ۰        | MAX      |
| ۴    | بلغارستان          | ۷        | ۲       | ۳       | ۹    | ۹    | ۱٫۰۰۰ | ۰        | ۰        | MAX      |
| ۵    | چکسلواکی           | ۶        | ۱       | ۴       | ۷    | ۱۲   | ۰٫۵۸۳ | ۰        | ۰        | MAX      |
| ۶    | برزیل              | ۶        | ۱       | ۴       | ۴    | ۱۳   | ۰٫۳۰۸ | ۰        | ۰        | MAX      |

| تاریخ      | ساعت |                    | امتیاز |                    | ست ۱  | ست ۲  | ست ۳  | ست ۴  | ست ۵ | مجموع | گزارش |
| ---------- | ---- | ------------------ | ------ | ------------------ | ----- | ----- | ----- | ----- | ---- | ----- | ----- |
| ۱۷ سپتامبر |      | بلغارستان          | ۳–۰    | برزیل              | ۱۵–۷  | ۱۵–۱۰ | ۱۵–۸  |       |      | ۴۵–۲۵ |       |
| ۱۷ سپتامبر |      | ژاپن               | ۳–۱    | چکسلواکی           | ۱۵–۱۳ | ۱۵–۴  | ۶–۱۵  | ۱۵–۱۲ |      | ۵۱–۴۴ |       |
| ۱۷ سپتامبر |      | آلمان شرقی         | ۳–۱    | اتحاد جماهیر شوروی | ۱۵–۵  | ۶–۱۵  | ۱۵–۱۱ | ۱۵–۱۱ |      | ۵۱–۴۲ |       |
| ۱۸ سپتامبر |      | ژاپن               | ۳–۱    | بلغارستان          | ۱۵–۱۳ | ۵–۱۵  | ۱۵–۱۰ | ۱۵–۱۳ |      | ۵۰–۵۱ |       |
| ۱۸ سپتامبر |      | اتحاد جماهیر شوروی | ۳–۱    | چکسلواکی           | ۱۵–۱۰ | ۱۵–۱۱ | ۱۳–۱۵ | ۱۵–۱۱ |      | ۵۸–۴۷ |       |
| ۱۸ سپتامبر |      | آلمان شرقی         | ۳–۰    | برزیل              | ۱۵–۵  | ۱۵–۸  | ۱۵–۷  |       |      | ۴۵–۲۰ |       |
| ۱۹ سپتامبر |      | چکسلواکی           | ۳–۱    | برزیل              | ۱۵–۱۲ | ۱۰–۱۵ | ۱۵–۱۲ | ۱۵–۷  |      | ۵۵–۴۶ |       |
| ۱۹ سپتامبر |      | ژاپن               | ۳–۰    | اتحاد جماهیر شوروی | ۱۵–۷  | ۱۵–۱۲ | ۱۵–۵  |       |      | ۴۵–۲۴ |       |
| ۱۹ سپتامبر |      | آلمان شرقی         | ۳–۰    | بلغارستان          | ۱۵–۵  | ۱۵–۸  | ۱۸–۱۶ |       |      | ۴۸–۲۹ |       |
| ۲۰ سپتامبر |      | بلغارستان          | ۳–۰    | چکسلواکی           | ۱۵–۱۰ | ۱۵–۹  | ۱۵–۶  |       |      | ۴۵–۲۵ |       |
| ۲۰ سپتامبر |      | اتحاد جماهیر شوروی | ۳–۰    | برزیل              | ۱۵–۸  | ۱۵–۶  | ۱۵–۱۱ |       |      | ۴۵–۲۵ |       |
| ۲۰ سپتامبر |      | ژاپن               | ۳–۱    | آلمان شرقی         | ۱۵–۴  | ۱۵–۱۳ | ۶–۱۵  | ۱۵–۶  |      | ۵۱–۳۸ |       |

## رده‌بندی نهایی
| رتبه | تیم                  |
| ---- | -------------------- |
| 1    | آلمان شرقی           |
| 2    | ژاپن                 |
| 3    | اتحاد جماهیر شوروی   |
| ۴    | بلغارستان            |
| ۵    | چکسلواکی             |
| ۶    | برزیل                |
| ۷    | رومانی               |
| ۸    | لهستان               |
| ۹    | کوبا                 |
| ۱۰   | آلمان غربی           |
| ۱۱   | تونس                 |
| ۱۲   | آلمان شرقی (جوانان)۱ |

| قهرمان جام جهانی ۱۹۶۹       |
| --------------------------- |
| · آلمان شرقی · نخستین عنوان |

|  |
|  |
|  |
|  |

۱ تیم ملی مردان جوان آلمان شرقی جایگزین کره شمالی شد.